# Te gek om los te lopen
Te gek om los te lopen is het 32ste album uit de stripreeks De Blauwbloezen. Het werd getekend door Willy Lambil en het scenario werd geschreven door Raoul Cauvin. Het album werd uitgegeven in 1991.

## Verhaal
Blutch en Chesterfield komen terug van een slagveld als Blutch wordt aangeklampt door de heer Nutcracker. Deze ziet Blutch aan voor zijn verloren zoon Barneby. Blutch moet eerst niks van de man hebben, maar besluit dan toch zijn verhaal aan te horen. Nutcracker vertelt hem dat zijn zoon door een list in het leger is terechtgekomen en na een van de vele veldslagen zijn geheugen is kwijtgeraakt, waarna hij in een gekkenhuis is opgenomen en meestal maar een ding zegt (yessir!). Volgens Nutcracker is zijn zoon helemaal niet gek, maar heeft een duwtje in de goede richting nodig. Blutch besluit zijn medewerking te verlenen en van plaats te willen wisselen met Barneby.

## Personages in het album
- Blutch
- Cornelius Chesterfield
- Vader Nutcracker
- Barneby Nutcracker